# Кведа-Чкепи
Кведа-Чкепи (груз. ქვედა ჭყეპი) — село в Грузии, на территории Ткибульского муниципалитета края (мхаре) Имеретия.

## География
Село находится в западной части Грузии, на правом берегу реки Цкалцителы, на расстоянии 16 километров к западу от города Ткибули, административного центра муниципалитета. Абсолютная высота — 308 метров над уровнем моря.

## Население
По результатам официальной переписи населения 2014 года, в Кведа-Чкепи проживало 109 человек (52 мужчины и 57 женщин). В национальной структуре населения грузины составляли 99,1 %, русские — 0,9 %.
| Год  | Население, человек |
| ---- | ------------------ |
| 2002 | 227                |
| 2014 | ↘ 109              |